# Pangalliformes
Pangalliformes è il nome scientifico dato a un clade provvisorio di uccelli all'interno del gruppo Galloanserae. È definito come "tutti gli uccelli più strettamente correlati ai polli che alle anatre" e che comprende tutti i polli, i tacchini, i fagiani e i megapodi moderni, nonché le specie estinte che non rientrano nel gruppo corona di Galliformes.
Alcuni fossili frammentari sono stati descritti come pangalliformi del Cretaceo superiore (85 milioni di anni fa), in particolare quelli di Austinornis lentus. Originariamente nominato sotto vari generi, come Ichthyornis lentus, Graculavus lentus o Pedioecetes lentus, il tarsometatarsus parziale sinistro di Austinornis venne ritrovati nei Calcari di Austin, nei pressi di Fort Mckinney, Texas, risalenti al Cretaceo superiore. Questo uccello era certamente strettamente imparentato con i Galliformi, ma non è chiaro se si trattasse propriamente di un galliforme o facesse parte di un altro ramo di Galloanserae. Nel 2004, Clarke lo classificò in Pangalliformes piuttosto che all'interno dei Galliformi, in attesa di ulteriori ritrovamenti fossili. Un altro esemplare, PVPH 237, proveniente dalla Formazione  Portezuelo, nella Sierra de Portezuelo, Argentina, risalente al Cretaceo superiore (Turoniano-Coniaciano, circa 90 milioni di anni fa) è stato identificato come un parente estinto dei veri galliformi. L'esemplare è costituito solamente da un coracoide parziale di un uccello neornitino, che nella sua forma generale e in particolare nell'attaccamento ampio e profondo per il muscolo che unisce il coracoide e l'omero, rimanda ai lignaggi più basali dei galliformi.
Ulteriori pangalliformi galliformi sono rappresentati da famiglie estinte del Paleogene, vale a dire i Gallinuloididae, Paraortygidae e Quercymegapodiidae. Alcuni uccelli fossili risalenti al Cenozoico, potrebbero rappresentare galliformi primitivi, sebbene anche se lo siano, è piuttosto improbabile che questi appartengano a famiglie esistenti:
- † Argillipes (London Clay, Eocene inferiore dell'Inghilterra)
- † Coturnipes (Eocene inferiore dell'Inghilterra, e Virginia, USA?)
- † Paleophasianus (Eocene inferiore della Contea di Bighorn, USA)
- † Percolinus (London Clay, Eocene inferiore dell'Inghilterra)
- † "Palaeorallus" alienus (Oligocene medio del Tatal-Gol, Mongolia)
- † Anisolornis (Miocene medio di Santa Cruz di Karaihen, Argentina)

Recentemente, è stato scoperto che Sylviornis e il suo sister taxon, Megavitiornis, si trovavano al di fuori del gruppo corona di Galliformes. Questo stesso studio presenta anche Dromornithidae come più vicino a Galliformes che ad Anseriformes come tradizionalmente previsto, sebbene lo studio riconosca che ciò necessiti maggiori studi nel campo.